# Elena Strupková
Elena Strupková   (Praga, 30 de juny de 1948), és una actriu, directora i psicoterapeuta txeca.

## Biografia
Va començar la seva carrera d'actriu al Teatre Municipal de Příbram entre 1967 i 1968. Després va anar a la DAMU, on es va graduar al departament de titelles el 1974. Va tornar a treballar al Teatre Příbram del 1974 al 1981 i després al Teatre Jaroslav Průcha de Kladno del 1981 al 1991. Després del cop polític del 1989, va acceptar una oferta del renovat Teatre Za branou. A la dècada del 1990, va fundar la companyia de teatre Petrklíč, especialitzada en la representació d'obres de teatre centrades en l'humanisme i el cristianisme. També va esdevenir directora del Teatre Miriam de Praga, on també actua. També dirigeix ocasionalment. Amb la seva parella, la metgessa Dagmar Křížková, és cofundadora de l'associació cristiana ecumènica Logos República Txeca. A més d'actuar, també pinta i ja el 1980 va participar a l'exposició Actors Paint. El seu exmarit és el ballarí i actor Vlastimil Harapes.

## Rols
Va aparèixer a les pel·lícules:
- 1969 Sr. Tau, sèrie de televisió
- 1973 Dies de traïció
- 1977 Demà em llevaré i em faré un te com a florista
- 1978 Alarma als núvols com a auxiliar de vol
- 1980 Brontosaurus, una pel·lícula per a nens i joves
- 1980 Com enganyar a un advocat en un paper secundari com a secretari al costat de Miloš Kopecký
- 1987 Doncs és heterosexual, una pel·lícula per a nens i joves i altres